# Minutemen
Minutemen — американская панк-группа, образовавшаяся в 1980 году в Сан-Педро, Калифорния. Трио — гитарист Д. Бун (англ. D. Boon), бас-гитарист Майк Уотт (англ. Mike Watt) и барабанщик Джордж Хёрли (англ. George Hurley) — записало 5 полноформатных альбомов и 7 EP, а прекратило своё существование после того, как в декабре 1985 года Бун погиб в автокатастрофе. Уотт и Хёрли после распада группы образовали fIREHOSE. Minutemen, одна из ведущих групп раннего калифорнийского хардкор-панка, осталась в истории (согласно Allmusic) «символом идеалов свободомыслия в инди-роке» и оказала заметное влияние на развитие американского альтернативного рока, не в последнюю очередь — простым и аскетичным образом жизни, выдержанном в принципах ими же разработанной философии, известной как «jamming econo».

## История группы
Д. Бун и Майк Уотт познакомились, когда им было по тринадцать лет. Оба увлекались музыкой; мать Буна, научившая сына игре на гитаре, предложила Уотту стать бас-гитаристом. В 1973 году Бун и Уотт образовали свою первую группу, The Bright Orange Band, с Джо Буном за ударными. В 1976 году они открыли для себя панк-рок, но в том же году умерла мать братьев Бунов, и коллектив распался.
Год спустя Д. Бун и Уотт вошли в состав Starstruck, но эта группа просуществовала недолго, после чего Бун и Уотт с барабанщиком Джорджем Хёрли образовали The Reactionaries; вокалистом здесь был Мартин Тамбурович. Наконец, после того, как и Reactionaries прекратили своё существование, Бун и Уотт в январе 1980 года образовали Minutemen, назвав группу в честь легендарных военизированных подразделений колониальных времен и отчасти в насмешку над крайне правой организацией того же названия, действовавшей в США в 1960-х годах. Некоторое время с дуэтом играл Фрэнк Тонч (англ. Frank Tonche), затем в июне к ним вернулся Джордж Хёрли, успевший к этому времени поиграть в нововолновой группе Hey Taxi!. Свой первый концерт трио дало в качестве разогревщиков Black Flag.

## Дискография

### Студийные альбомы
- The Punch Line (1981)
- What Makes a Man Start Fires? (1983)
- The Politics of Time (1984)
- Double Nickels on the Dime (1984)
- 3-Way Tie (For Last) (1985)

### EPs
- Paranoid Time (1980)
- Joy (1981)
- Bean-Spill (1982)
- Buzz or Howl Under the Influence of Heat (1983)
- Tour-Spiel (1984)
- Project Mersh|Project: Mersh (1985)
- Minuteflag (1985)

### Компиляции
- My First Bells (1985)
- Ballot Result (1986)
- Introducing the Minutemen (1998)